# Großsteingräber bei Püggen
Die Großsteingräber bei Püggen waren mehrere megalithische Grabanlagen der jungsteinzeitlichen Tiefstichkeramikkultur bei Püggen, einem Ortsteil von Kuhfelde im Altmarkkreis Salzwedel, Sachsen-Anhalt. Alle wurden im 19. Jahrhundert zerstört.

## Lage
Mindestens zwei Gräber lagen auf dem Gebiet der Wüstung Uebbesitz an der Grenze zwischen Püggen und Groß Bierstedt auf dem Heidberg. Über mehrere weitere Gräber ist nur bekannt, dass sie auf dem Gebiet von Püggen lagen.

## Forschungsgeschichte
Erstmals dokumentiert wurden die Anlagen in den 1830er Jahren durch Johann Friedrich Danneil, wobei er nur zu einem Grab eine genauere Beschreibung veröffentlichte. Mehrere weitere Gräber unbekannter Zahl waren bereits damals zerstört. Bei einer erneuten Aufnahme der Großsteingräber der Altmark mussten Eduard Krause und Otto Schoetensack in den 1890er Jahren feststellen, dass die beiden Gräber auf dem Heidberg in den 1850er Jahren im Zuge der Separation vollständig abgetragen worden waren.

## Beschreibung
Danneil konnte bei seiner Aufnahme nur ein Grab auf dem Heidberg näher beschreiben. Dieses hatte eine steinerne Umfassung mit einer Länge von 12 m und einer Breite von 10 m. Mehrere Steine der Umfassung, besonders die Wächtersteine an den Ecken waren von enormer Größe. Die Grabkammer besaß vier Decksteine und dürfte damit als Großdolmen oder Ganggrab anzusprechen sein. Über das zweite Grab auf dem Heidberg sowie die weiteren Großsteingräber bei Püggen liegen keine näheren Informationen vor.